# KR212V
La KR212V è la motocicletta da competizione con cui ha gareggiato il team Roberts nel motomondiale 2007 in MotoGP.

## Descrizione
Nel motomondiale 2006 il mezzo del team Roberts era la KR211V, sigla derivata dal tipo di motore Honda, a cinque cilindri e 990 cm³ di cilindrata; nel 2007 con la riduzione regolamentare della cilindrata a 800 cm³, la Honda ha denominato il suo motore 212V, riducendo anche il numero dei cilindri da cinque a quattro.
La moto veniva costruita in Gran Bretagna nella fabbrica gestita da Kenny Roberts (iridato della classe 500) e revisionata dalla Honda a Tokyo per la componente motoristica. La casa motociclistica giapponese ha fornito al team, a pagamento, il motore della stessa famiglia di quello utilizzato sulla Honda RC212V.
Rispetto a quanto accaduto nel 2006, i risultati sono stati peggiori, al punto che il pilota designato ad inizio stagione, Kenny Roberts Junior, si è praticamente ritirato dopo sette gran premi ed è stato sostituito dal fratello Kurtis. Al termine dell'annata sono stati raccolti soli 14 punti prima che tutta la squadra si ritirasse dalle competizioni del motomondiale.